# KITSAT-1
KITSAT-1 ou KITSAT-A (Korea Institute of Technology SATellite-1) est le premier satellite de la Corée du Sud, le 10 août 1992. Une fois lancé, le satellite reçoit le nom de Uribyol « Notre étoile » (우리별).
KITSAT-1 est le premier satellite développé par le centre de recherche coréen SaTReC (Satellite Technology Research Center) avec l'aide de la société britannique SSTL. Développé dans le cadre d'un programme de collaboration entre SaTReC et l'université de Surrey, au Royaume-Uni, le programme KITSAT-1 a pour objectif principal l'acquisition d'une technologie satellitaire par le biais de la formation d'ingénieurs. Le succès du programme KITSAT-1 marque le début du développement des technologies spatiales en Corée du Sud.
Sa masse au lancement est de 48,6 kg et il mesure 35,2 x 35,6 x 67 cm. La plate-forme du satellite UoSAT-5 de l'université de Surrey est utilisée. KITSAT-1 est lancé par un lanceur Ariane 4 le 10 août 1992 à 23 h 08 min 07 s TU depuis le Centre spatial guyanais à Kourou avec le satellite TOPEX/Poseidon de la NASA et le satellite français S80/T.
La Corée du Sud est devenue le 22e pays à exploiter un satellite.
Les objectifs du satellite sont :
- Acquérir la technologie de développement de satellites,
- Former des ingénieurs dans le domaine de la technologie par satellite,
- Promouvoir l'industrie spatiale et développer l'intérêt du public pour les sciences spatiales,
- Effectuer des recherches sur l'environnement spatial.

Les instruments sont :
- CEIS (CCD Earth Imaging System),
- CRE (Cosmic Ray Experiment),
- DSFCE (Digital Store and Forward Communication Experiment),
- DSPE (Digital Signal Processing Experiment).